# En Tur paa Landet
En Tur paa Landet er en amerikansk stumfilm fra 1920 af Erle C. Kenton, Ray Grey og F. Richard Jones.

## Medvirkende
- Louise Fazenda som Louise
- Harry Gribbon
- Bert Roach
- James Finlayson
- Billy Armstrong
- Don Marion
- Marie Prevost
- Ben Turpin
- Dave Anderson
- Joseph Belmont
- Eddie Gribbon
- Kalla Pasha
- Fanny Kelly
- Sybil Seely